# Château de Fieuzal
Château de Fieuzal – francuska winnica i produkowane w niej wytrawne czerwone wino cru classé, położona w apelacji Pessac-Léognan, na terenie gminy Léognan na południe od miasta Bordeaux, w regionie winiarskim Bordeaux. Winnica została sklasyfikowana w pierwszej klasyfikacji win z Graves z 1959.

## Winnica i wina
Na 39 hektarach, stosunkowo wysoko położonych są uprawiane odmiany na wino czerwone: cabernet sauvignon, merlot, malbec i petit verdot. Proporcje szczepów w winie Château de Fieuzal wynoszą: cabernet sauvignon 60%, merlot 30%, malbec 5%, petit verdot 5%. Winiarnia produkuje także drugie wino czerwone: L'Abeille de Fieuzal. Château de Fieuzal dysponuje również 8 ha obsadzonymi białymi szczepami winorośli, z których wino, jako białe nie ma mimo wysokich ocen prawa do oznaczenia cru classé. Białe odmiany reprezentują sémillon oraz sauvignon blanc.

## Historia
W 2001 roku prawa do produkcji wina zostały przejęte przez Lochlanna Quinna. Od 2007 winiarzami kieruje Stephen Carrier.